# The Teddy Bears
Pour les articles homonymes, voir Teddy bear.
The Teddy Bears est un groupe vocal américain, fondé par Phil Spector en 1958.
Ils connaissent une carrière éphémère surtout marquée par le succès de leur premier single, To Know Him Is to Love Him. Vendu à 1,5 million d'exemplaires, il se classe 1re du Billboard Hot 100 et 2d du UK Singles Chart. Leurs disques suivants suscitent moins d'intérêt et le groupe se sépare dès 1959.

## Biographie

### Doré Records
Le groupe est formé en 1958 par Phil Spector. Alors âgé de 17 ans, il est scolarisé dans une école secondaire de Los Angeles et recrute Annette Kleinbard, Harvey Goldstein, Marshall Leib afin de monter un groupe vocal. Ils adoptent le nom The Teddy Bears en référence à la chanson d'Elvis Presley (Let Me Be Your) Teddy Bear. La formation répète les premiers morceaux composés par Spector et rassemble l'argent nécessaire à l'enregistrement d'une démo aux Gold Star Studios (en). Durant la première séance, qui a lieu en mai 1958, le groupe enregistre Don't You Worry, My Little Pet. Le titre convainc Lew Bedell, qui dirige le label discographique Era Records (en), de leur payer quelques heures supplémentaires de studio. Deux autres morceaux, Wonderful Lovable You et To Know Him Is to Love Him, sont enregistrés en l'absence d'Harvey Goldstein, mais avec l'aide du batteur Sandy Nelson. Le premier single des Teddy Bears comportant les titres Don't You Worry My Little Pet et To Know Him Is to Love Him est édité par Doré Records (en), une filiale d'Era. Les ventes sont stimulées par le passage du groupe dans l'émission de télévision American Bandstand. 10e du hit-parade rhythm and blues, le disque atteint la 1re place du Billboard Hot 100 en décembre 1958, puis la 2e place du UK Singles Chart, et s'écoule à 1,5 million d'exemplaires avant la fin de l'année,,.

### Imperial Records
À la suite d'un désaccord avec Doré Records, le groupe signe un contrat avec Imperial. Le label sort leur 2e single, Oh Why / I Don't Need You Anymore, en janvier 1959. Les ventes de celui-ci déçoivent et il atteint seulement la 91e place du Hot 100. Mais ce titre rencontrera un grand succès en Europe par l'adaptation allemande qu'en fera Camillo, sous le titre de "Sag warum", devenu un standard, notamment en France.  Souhaitant profiter de la popularité du groupe, le label commercialise durant la même année l'album The Teddy Bears Sing!,. Il comprend quatre titres composés par Spector et des standards, tels My Foolish Heart, Long Ago (And Far Away) et Unchained Melody. Imperial sort deux nouveaux simples, If You Only Knew (The Love I Have for You) et Don't Go Away, mais aucun ne rencontre le succès. Annette Kleinbard, victime d'un accident de la route sur Mulholland Drive, est hospitalisée durant plusieurs mois et les Teddy Bears se séparent avant la fin de l'année 1959.

### Après la séparation
Par la suite, Phil Spector continue de composer et devient producteur. Annette Kleinbard poursuit sa carrière en tant qu'auteur-compositeur sous le nom de Carol Connors. Elle compose également pour le cinéma,. Marshall Leib se produit avec les Hollywood Argyles et participe à plusieurs sessions d'enregistrement avec Duane Eddy. Il fonde les labels Marsh et Capco et travaille dans l'industrie du cinéma en tant que directeur musical,.

## Discographie

### Singles
- 1958 : Don't You Worry, My Little Pet / To Know Him Is to Love Him (Doré Records (en))
- 1959 : Oh Why / I Don't Need You Anymore (Imperial Records)
- 1959 : If You Only Knew (The Love I Have for You) / You Said Goodbye (Imperial)
- 1959 : Wonderful Lovable You / I Really Do (Doré)
- 1959 : Don't Go Away / Seven Lonely Days (Imperial)

### Album
- 1959 : The Teddy Bears Sing! (Imperial Records)